# Panicum pilgeri
Panicum pilgeri är en gräsart som beskrevs av Carl Christian Mez. Panicum pilgeri ingår i släktet vipphirser, och familjen gräs. Inga underarter finns listade i Catalogue of Life.